# Očovské louky
Očovské louky jsou přírodní památka v okrese Hodonín na východním okraji města Hodonín mezi obytnou zástavbou a Očovským lesem. Důvodem ochrany jsou vlhké ostřicové louky s řadou vzácných druhů jak rostlin, tak i živočichů a to především ptactva. Nepříznivé zásahy na okolních pozemcích jako např. formou meliorace vede ke změně podmínek v oblasti památky, kdy dochází k poklesu hladiny spodní vody a tím pádem louky již nejsou tolik podmáčené. Tento fakt má za následek změnu druhové skladby, kdy vodomilné rostlinstvo je vytlačováno suchomilným. Původní druhy jako mléč bahenní (Sonchus palustris), pampeliška bahenní následně postupně vymírají. Stále se zde ale vyskytují některé druhy obojživelníků jako např. kuňka obecná (Bombina bombina), ropucha obecná (Bufo bufo), či ropucha zelená (Bufotes viridis).